# Покровка (Марий Эл)
 Покровка  — деревня в Медведевском районе Республики Марий Эл. Входит в состав Руэмского сельского поселения.

## География
Находится на расстоянии приблизительно 3 км на юго-запад от западной границы районного центра поселка Медведево.

## История
Образовалась в 1940 году при объединении нескольких выселков и хуторов у речки Помокша, основанных В конце 1920-х-начале 1930-х годов. В советское время работал колхоз имени Крупской и сельхозопытная станция.

## Население
Население составляло 5 человек (мари 100 %) в 2002 году, 18 в 2010.